# 김건 (극작가)
김건(金健, 1912년 ~ ?)은 일제강점기에 주로 활동한 한국의 극작가이다. 본명은 김창기(金昌基)이다.

## 생애
경성부 출신이다. 일본에서 연극을 공부한 뒤 귀국하여 1930년대 중반부터 신파극의 작가로 활동했다.
1935년 상설 극장인 동양극장이 개설되자 이 극장의 전속 작가로 채용되었고, 동양극장 전속 극단인 호화선과 청춘좌가 공연한 대중 연극의 대본을 썼다. 연출부에 안종화, 이서향, 한노단, 홍해성 등이 포진한 동양극장은 많은 인기를 모았고, 김건은 역시 동양극장 전속 작가인 김태진, 박영호, 박진, 송영, 이서구, 이운방, 임선규 등과 함께 대중작가로 이름을 날렸다.
일제강점기 말기에 조선총독부의 후원으로 관제 연극경연대회가 열렸는데, 김건은 1943년 열린 제2회 대회 출품작으로 식량 증산을 통한 애국을 주제로 삼은 〈신곡제(新穀祭)〉를 집필했다. 2009년 민족문제연구소가 선정한 친일인명사전 수록예정자 명단 중 연극/영화 부문에 포함되었다.
광복 후에 좌파 연극인들이 구성한 조선프롤레타리아연극동맹에 가담 하고 막심 고리키 원작의 《어머니》를 각색해 공연 하는 등 좌익 계열에 잠시 몸담았다가, 1946년 극장을 설립했다가 운영에 실패하여 경제적인 어려움을 겪게 되면서 상업 연극의 극작가로 많은 작품을 쓰며 활동했다. 한국 전쟁 개전 초기에 실종되어 납북된 것으로 생각된다.
작품으로 조혼 풍습을 풍자한 일본어 단막 희곡 〈박〉을 비롯하여, 동양극장 전속작가 사절 발표하여 동양극장의 희극전문 극단인 희극좌가 공연한 〈쌍둥이 행진곡〉(1936), 광복 후 창작한 〈눈물의 38선〉 등이 있다. 아기자기한 희극성과 대중적인 멜로성이 특징이다.

## 같이 보기
- 동양극장

## 참고 자료
- 김건 외 (이재명 외 엮음) (2004년 10월 15일). 〈김건 편〉. 《해방전 일문 희곡집 1940-1945》. 서울: 평민사. ISBN 8971154292.